# East Rancho Dominguez
East Rancho Dominguez, ehemals East Compton, ist ein Gemeindefreies Gebiet und ein Census-designated place im Los Angeles County im US-Bundesstaat Kalifornien. Das U.S. Census Bureau hat bei der Volkszählung 2020 eine Einwohnerzahl von 15.114 ermittelt. Den ZIP-Code von East Rancho Dominguez (90221) teilt es sich mit Compton. East Rancho Dominguez wird im Süden durch den Alondra Boulevard, im Norden durch die Rosecrans Avenue und im Westen und Osten durch die Atlantic Avenue begrenzt. In der Mitte liegt der East Rancho Dominguez Country Park. Im Norden liegt Lynwood, im Osten der Long Beach Freeway, der Los Angeles River und die Stadt Paramount. Im Süden und Südosten liegt Long Beach. Die Fläche beträgt 1,3 km².